# Tercer Frente
Tecer Frente là một đô thị ở tỉnh Santiago de Cube của Cuba. Đô thị này nằm ở phía tây tỉnh, giáp tỉnh Granma, và có trung tâm ở thị xã Cruce de los Banos.

## Thông tin nhân khẩu
Năm 2004, đô thị Tecer Frente có dân số 30.457 người. Diện tích là 364 km² (140,5 mi²), với mật độ dân số là 83,6người/km² (216,5người/sq mi).